# Élections législatives françaises de 1798
Les élections législatives françaises de 1798 se tiennent les 20-29 germinal an VI (9-18 avril 1798), sous le Directoire, et voient le succès des néo-jacobins. Elles sont en partie invalidées par la loi du 22 floréal an VI.

## Le contexte politique
Après le coup d'État du 18 fructidor an V, qui a vu l'union des républicains directoriaux et néo-jacobins, face à la menace d'une restauration monarchique, la reconstitution des clubs est autorisée ; des cercles constitutionnels se forment, avec l'aide des autorités, pour soutenir la politique de défense républicaine. Mélange d'anciens terroristes, de membres du mouvement populaire, de babouvistes et de tenants de la constitution de l'an III, les jacobins profitent davantage de ce mouvement que les directoriaux. Même s'ils ont fait allégeance au régime, la création de « tabagies » et de réunions de café — où les ouvriers discutent de l'actualité avec les bourgeois jacobins — fait craindre que les républicains « prononcés » ne fassent leur jonction avec les milieux populaires.
De son côté, le Directoire présente, à la fin de novembre 1797, une proposition votée par le Conseil des Cinq-Cents puis, le 31 janvier 1798, par le Conseil des Anciens, octroyant au Corps législatif sortant la vérification des élections. De même, le 28 pluviôse an VI (16 février 1798) une loi abroge le « scrutin de réduction » ou « de rejet » institué par le titre 3 de la loi du 25 fructidor an III (11 septembre 1795), ainsi que le scrutin de liste,. Le 22 février, le renouvellement du directeur sortant est fixé au 27 floréal, avant l'arrivée du nouveau tiers de députés le 1er prairial. Enfin, les cercles constitutionnels et les commissaires du Directoire dressent des listes de candidats « recommandables ». Les Cinq-Cents prévoient également, le 1er janvier 1798, de déplacer le lieu de réunion de 45 assemblées électorales, pour les soustraire à l'influence des royalistes, mais les Anciens s'y opposent.
En effet, à partir de frimaire, les directoriaux commencent à s'inquiéter de la poussée jacobine. Le 22 nivôse an VI (11 janvier 1798), puis le 3 ventôse, Pons de Verdun demande la réouverture du registre des électeurs, afin d'y faire entrer les citoyens passifs payant au moins trois jours de contributions, dans le cadre de la souscription patriotique pour la « descente en Angleterre » — proposition finalement rejetée par le Conseil des Anciens sur la pression du Directoire exécutif. À la fin de février 1798, ce dernier penche, à l'exception de Barras, pour la rupture de l'union républicaine. Dans le même temps, ses partisans se mobilisent : le 27 février, Benjamin Constant dénonce au cercle constitutionnel de Paris le « babouvisme renaissant » dans un discours largement reproduit par la presse gouvernementale. Deux semaines plus tard, Jean-Marie Sotin de La Coindière, jugé trop favorable aux jacobins, est remplacé par Nicolas Dondeau, un proche de Merlin de Douai. Cette évolution des députés directoriaux, de la presse parisienne et du gouvernement n'est cependant pas répercutée en province, au niveau des commissaires du Directoire, qui concentrent leurs attaques sur la droite.
Grâce aux commissaires chargés d'inspecter les barrières, le Directoire parvient à obtenir, en ventôse une physionomie du paysage préélectoral français. Ces observateurs clandestins lui révèlent l'ampleur du mouvement jacobin — malgré le suffrage censitaire, plusieurs départements sont acquis aux « exclusifs » : la Corrèze, l'Ardèche, la Dordogne, les Hautes-Pyrénées, etc. — et le besoin de fonds pour appuyer les directoriaux. En réaction, le gouvernement dénonce publiquement la collusion des « royalistes à cocarde blanche » et des « royalistes à bonnet rouge » le 7 mars, tente d'effrayer les possédants en agitant la menace babouviste, fait fermer les clubs, arrêter les meneurs, destituer les commissaires et les administrateurs suspects, fermer des journaux et mettre en état de siège Lyon, Saint-Étienne et Périgueux. Parallèlement, des consignes sont envoyées aux commissaires pour favoriser des candidats, instaurant le système de la candidature officielle. Par ailleurs, devant la menace d'une défaite des thermidoriens, Merlin de Douai leur suggère de provoquer des scissions au sein des assemblées électorales dominées par les adversaires du Directoire, afin de donner un argument légal au Corps législatif d'invalider les élections.
Toutefois, ce revirement est trop tardif. Certains commissaires ne prennent aucune mesure pour influencer les électeurs, des administrations départementales continuent à privilégier les attaques contre la droite et les jacobins font face aux mesures d'intimidation.

## Système électoral
Il s'agit de renouveler 1/3 du Corps législatif, c'est-à-dire les 236 derniers conventionnels de 1795, ainsi que les 190 sièges vacants depuis fructidor et ceux de 11 députés décédés ou démissionnaires, soit 437 députés,. 298 sièges sont à renouveler aux Cinq-Cents, 139 aux Anciens.
La participation électorale est de 20 %, contre 23 % en 1797 et 11, 5 % 1799. Cette abstention massive favorise les opposants au Directoire, plus mobilisés.
Conformément aux suggestions de Merlin de Douai, de nombreuses scissions affectent les assemblées primaires, 27 les assemblées électorales. Si 4 des « assemblées mères » (par opposition aux assemblées scissionnaires) sont tenues par les royalistes et quelques-unes par le parti directorial, la plupart sont dominées par les « exclusifs ». Ces manœuvres sont favorisées par la durée des opérations électorales, les services du ministère de l'Intérieur et du Directoire étant informés quotidiennement de l'évolution des assemblées.
Les néo-jacobins l'ont emporté sur leurs terres historiques des Pyrénées et du Massif central, dans les Bouches-du-Rhône, le Doubs, la Sarthe et la Seine, soit une quarantaine de départements. Cinq départements ont opté pour les royalistes. De leur côté, les directoriaux ont eu de bons résultats dans l'Est, l'Ouest et la bordure orientale du Massif central. En revanche, dans beaucoup de départements, les assemblées se sont montrées indécises.
Environ un tiers des élus sont des républicains prononcés, en particulier Lucien Bonaparte, Barère et Lindet. Aux conseils, sur un total de 807 représentants, les groupes se répartissent désormais comme suit : 387 directoriaux (107 de plus et un gain de 38 % par rapport à l'an V), 175 jacobins (105 de plus), 115 royalistes et 245 douteux ou indéterminés. Le Directoire conserve aux conseils une majorité d'environ 400 députés, mais la menace d'une nouvelle défaite aux élections de l'an VII rend ce résultat inacceptable.

## La loi du 22 floréal an VI: un coup d'État?
Les Conseils entament la validation des élections le 3 floréal. La majorité est toute prête à utiliser les scissions pour barrer la route aux néo-jacobins. Toutefois, devant les scrupules de certains, l'opposition de Lamarque et Jourdan et la lourdeur de la procédure de validation, seuls 15 départements ont été examinés, le 15 floréal. Aussi la majorité décide-t-elle de nommer une commission restreinte, animée par Bailleul, afin de présenter un rapport global, malgré les protestations de la gauche. Avec l'aide des services du gouvernement, les commissaires présentent une loi votée par les Cinq-Cents le 18 floréal et par les Anciens le 22.
La loi du 22 floréal an VI valide les élections dans 49 départements sur 100. Dans neuf départements, seule l'élection des députés est validée, celle des administrateurs et des juges étant annulée. Dans sept autres (dont quatre ont connu une scission), l'ensemble des élections sont invalidées. Dans 22 départements, on choisit la partie des assemblées électorales qui a fait scission. Dans 18 départements, des élus sont exclus de manière individuelle et discriminatoire. 106 députés sont ainsi exclus,, dont 104 jacobins et deux royalistes, 53 sièges demeurant inoccupés (faute de scissionnaires pour remplacer les exclus). Parmi eux, 14 sont des conventionnels sortants, 13 d'anciens conventionnels (comme Barère, Lindet, Lequinio, Boutroue ou Frecine), 3 d'anciens ministres, 3 des juges au tribunal de cassation, 6 des généraux (dont Napoléon Bonaparte, élu dans les Landes, Malet et Doppet), 8 des commissaires du gouvernement n'ayant pas suivi correctement les directives (dont Galeazzini) ; on compte également l'ancien constituant Gaultier de Biauzat. Au total, 30 % des élus issus des assemblées électorales sont invalidés, tous niveaux confondus. Toutefois, une cinquantaine de jacobins ont échappé à la mesure, ce qui permet de constituer, avec les élus de l'an IV et ceux de l'an V, un groupe de 110 députés. En outre, de nombreux directoriaux sortent dépités d'une mesure qui abaisse encore le législatif,.

## Résultats aux Cinq-Cents
Résultats du tiers renouvelable aux Cinq-Cents (en dehors des sièges vacants) :
|       |               |      |       |        |     |
| Parti | Parti         | Voix | %     | Sièges | +/- |
|       | Montagnards   |      | 70,67 | 106    | Nv. |
|       | Thermidoriens |      | 29,33 | 44     | 16  |
|       |               |      |       |        |     |
| Total | Total         |      | 100   | 150    | 27  |